# Phaius columnaris
Phaius columnaris là một loài thực vật có hoa trong họ Lan. Loài này được C.Z.Tang & S.J.Cheng miêu tả khoa học đầu tiên năm 1985.